# Battalhüyük, Adıyaman
Battalhüyük là một xã thuộc thành phố Adıyaman, tỉnh Adıyaman, Thổ Nhĩ Kỳ. Dân số thời điểm năm 2011 là 471 người.